# Констанц
Ко́нстанц (нім. Konstanz) — головне місто округу Констанц у федеральній землі Німеччини Баден-Вюртемберг, розташовано на кордоні зі Швейцарією при витоку річки Рейну з Боденського озера.
Населення становить 84 446 ос. (станом на 31 грудня 2020).
Є стародавній собор, колишній домініканський монастир (темниця Гуса), тепер готель, ратуша (фрески); бавовняне виробництво.

## Історія
У VI столітті єпископство.
У 1192—1548 рр. це вільне імперське місто.
У 1183 р. — мир між Фрідріхом Барбаросою і Ломбардськими містами.
У 1414—1418 рр. — місце засідання Констанцького собору.
У липні 1415 року в місті було спалено Яна Гуса.
У 1803 р. — єпископство секуляризоване, у 1821 р. — скасовано.
У 1806 р. місто перейшло до Бадену.
У 1966 р. почав діяти Констанцький університет.

## Пам'ятники

### Імперія
Символом міста є пам'ятник «Імперія», що знаходиться на узбережжі Вокзальної бухти Боденського озера. Пам'ятник створено у вигляді напівоголеної жінки-куртизанки, образ якої взято з новели Бальзака «Прекрасна імперія». Пам'ятник має відверто антирелігійний характер. Автор скульптор Петер Ленк задумав його як пародію на вселенський Констанцький собор.
На піднятих руках жінки знаходяться дві маленькі фігури оголених старих чоловіків, одна з яких символізує королівську владу, і створена в образі імператора Сигізмунда I, інша — церковну, для якої за образ взято постать Папи Римського Мартина V.
Оноре де Бальзак в своїй новелі висміював подвійні стандарти духовенства, а Ленк додав до образу ще й світську владу. Статуя звершує оберт навколо себе кожні 4 хвилини.

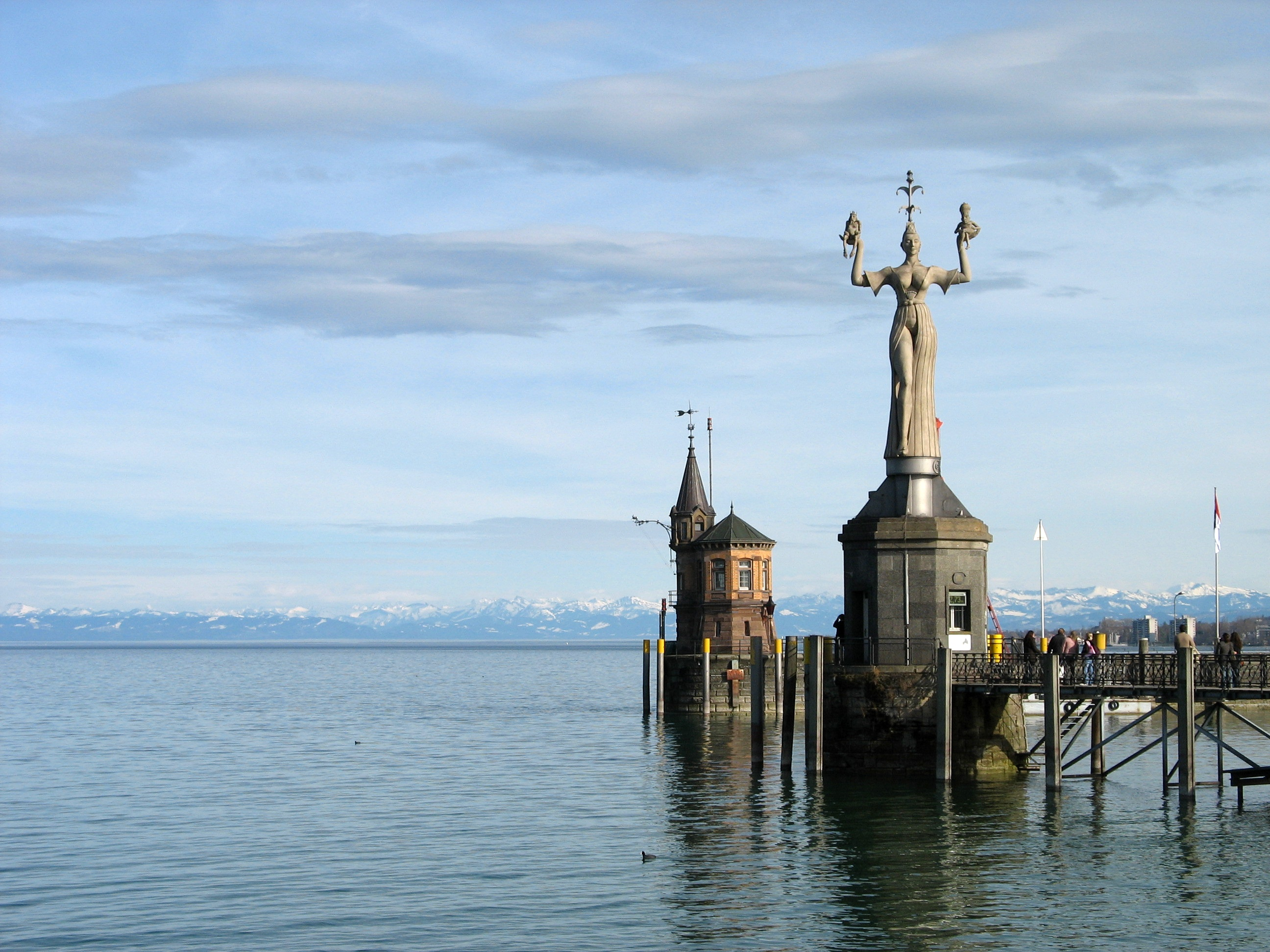
Пам'ятник «Імперія»

## Персоналії
- Фердинанд фон Цеппелін (1838—1917) — граф, генерал, німецький піонер дирижаблів жорсткої системи.